# Hans Stiebner
Hans Friedrich Wilhelm Georg Stiebner (né le 19 novembre 1898 à Vetschau/Spreewald, mort le 27 mars 1958 à Baden-Baden) est un acteur allemand.

## Biographie
Ce fils d'un pharmacien va en 1919 à l'école de Max Reinhardt à Berlin et commence en 1920 au Staatstheater Braunschweig. En 1925, il vient au Hamburger Kammerspiele.
En 1933, il est acteur et metteur en scène à Berlin, notamment au Staatstheater, au Schillertheater et au Schlosspark Theater. Après la guerre, il joue dans des comédies au Kabarett der Komiker, au Neues Schauspielhaus ou au Tribüne.
À partir de 1934, il tourne au cinéma, essentiellement dans des petits rôles. L'acteur à l'embonpoint incarne entre autres les serveurs, les cuisiniers, les hommes de loi, les escrocs et très souvent les restaurateurs. Il apparaît aussi à la télévision et fait des pièces radiophoniques pour la Südwestfunk.
Hans Stiebner fait un premier mariage avec l'actrice Maria Loja et un second avec l'actrice Veronika Letz.

## Filmographie
| - 1934 : Ferien vom Ich - 1934 : Die Finanzen des Großherzogs - 1934 : La Paloma - 1934 : Rhapsodie. Ein musikalisches Intermezzo aus dem Leben Franz Liszts - 1936 : Der Abenteurer von Paris - 1936 : Le Cuirassé Sebastopol - 1937 : Die Fledermaus - 1937 : Pays de l'amour - 1937 : Menschen ohne Vaterland - 1937 : Mit versiegelter Order - 1937 : Le Mari qu'il me faut - 1938 : Geld fällt vom Himmel - 1938 : Sergent Berry - 1938 : Un soir d'escale - 1938 : Sans laisser de traces - 1939 : Trafic au large - 1939 : Bel-Ami de Willi Forst - 1939 : Ein ganzer Kerl - 1939 : Der Polizeifunk meldet - 1939 : Robert und Bertram - 1939 : Wir tanzen um die Welt - 1939 : Nanette - 1939 : Weltrekord im Seitensprung - 1940 : Falschmünzer - 1940 : L'Habit fait le moine - 1940 : Cora Terry - 1940 : Die letzte Runde - 1940 : Les Rothschilds - 1940 : Ma vie pour l'Irlande - 1941 : Les Comédiens - 1941 : Illusion - 1941 : Je t'aimerai toujours - 1942 : GPU - 1942 : Le Grand Roi - 1942 : Rembrandt - 1942 : Die Sache mit Styx - 1942 : So ein Früchtchen - 1943 : L'Innocente pécheresse - 1943 : Dangereux Printemps - 1943 : Kollege kommt gleich - 1943 : Lumière dans la nuit (de) - 1944 : La Femme de mes rêves - 1944 : Der große Preis | - 1944 : Die Hochstaplerin - 1944 : Schicksal am Strom - 1944 : Ein schöner Tag - 1944 : Die Zaubergeige - 1944 : Intimitäten - 1945 : Frühlingsmelodie - 1945 : Rätsel der Nacht - 1948 : Der große Mandarin (de) - 1949 : Ruf an das Gewissen - 1949 : Der große Fall - 1949 : Träum' nicht, Annette - 1949 : Die Brücke - 1950 : Épilogue - Le mystère de l'Orplid - 1950 : La Femme de la nuit dernière - 1950 : Verlobte Leute - 1951 : Die Frauen des Herrn S. - 1951 : Schwarze Augen - 1951 : Torreani - 1951 : Unschuld in tausend Nöten - 1952 : Le Rêve multicolore - 1952 : Klettermaxe - 1952 : Pension Schöller - 1952 : Der Tag vor der Hochzeit - 1952 : Türme des Schweigens - 1952 : Wenn abends die Heide träumt - 1952 : Liebe im Finanzamt - 1952 : Der Kampf der Tertia d'Erik Ode - 1953 : Ave Maria - 1953 : Rote Rosen, rote Lippen, roter Wein - 1953 : L'Hôtel qui chante - 1953 : Journal d'une amoureuse - 1954 : Les Fruits les plus doux - 1954 : Meine Schwester und ich - 1954 : Raub der Sabinerinnen - 1954 : Rittmeister Wronski - 1955 : Ein Mann vergißt die Liebe - 1955 : Die spanische Fliege - 1955 : Étoile de Rio - 1955 : Vor Gott und den Menschen - 1955 : Les Rats - 1958 : Dr. Crippen lebt - 1958 : Zwei Herzen im Mai |

## Crédit d'auteurs
- (de) Cet article est partiellement ou en totalité issu de l’article de Wikipédia en allemand intitulé « Hans Stiebner » (voir la liste des auteurs).